# Ypthima jarbas
Ypthima jarbas är en fjärilsart som beskrevs av De Nicéville 1895. Ypthima jarbas ingår i släktet Ypthima och familjen praktfjärilar. Inga underarter finns listade i Catalogue of Life.